# Jacques Hector Moreau
Pour les articles homonymes, voir Moreau.
Cet article possède un paronyme, voir Jacques Moreau.
Jacques Hector Charles Moreau (26 août 1884, Fleurey-sur-Ouche - 5 mai 1962, Loches) est un officier de marine français.

## Biographie
Fils de Frédéric Paul Moreau, il entre à l'École navale en octobre 1900 et en sort aspirant de 1re classe en octobre 1903. Il sert alors sur le croiseur cuirassé Montcalm à la division navale d'Extrême-Orient.
Enseigne de vaisseau (octobre 1905), il embarque comme officier de manœuvre puis second sur l'aviso Chamois en Méditerranée (1906-1907) et devint instructeur des élèves pilotes de la flotte sur l'Élan à Brest puis sur le Chamois et entre en 1909 à l’École supérieure d'électricité dont il sort ingénieur. Il est aussitôt affecté aux sous-marins de Cherbourg où il est chargé du matériel électrique.
En 1911, il est envoyé au service d'expérience de TSF au poste du Mourillon. Rapporteur de la Commission de TSF, il est nommé lieutenant de vaisseau en octobre 1912.
Il sert comme directeur des mouvements du port de Moudros, dans les Dardanelles en mars 1915 puis est attaché à l'état-major de la 1re armée navale et embarque sur le Courbet, la France puis la Provence avant d'être affecté à l’État-major général en septembre 1916 dans le Service des transmissions. Il suit les cours de l’École de navigation sous-marine et devient en avril 1918 commandant du sous-marin Faraday en Adriatique. En décembre 1918, il est cité puis commande en janvier 1919 le sous-marin Volta à Bizerte.
En janvier 1920, il fait l'École supérieure de marine et est nommé capitaine de corvette en août. Sous-chef d'état-major de la division navale du Levant sur l'Edgar Quinet et le Waldeck-Rousseau, il se fait remarquer les 13 et 14 septembre 1922 dans l'organisation de l'évacuation des Français durant l'incendie de Smyrne pendant la guerre gréco-turque.
Il passe quelque temps au 3e bureau de l’État-major général, est promu capitaine de frégate (août 1923) et sert comme second sous-chef d'état-major de l'escadre de Méditerranée sur la Provence. En août 1925, il commande la 3e escadrille de sous-marins et le Jean-Autric à Toulon et reçoit deux témoignages de satisfaction pour les concours d'honneur des sous-marins en 1925 et 1926.
En février 1927, il commande l’École des officiers torpilleurs et des transmissions et en janvier 1929 devient auditeur à l’École de guerre navale et au Centre des hautes études navales. Il est détaché en août auprès du rapporteur du budget de la marine à la Commission des finances du Sénat et est nommé capitaine de vaisseau en décembre.
Il commande en mars 1930 la 1re escadrille de torpilleurs à Toulon sur l'Amiral Sénès, sur le Basque puis sur le Mars puis en août 1932 la flottille des sous-marins de Toulon. Chef d'état-major de l'inspecteur général des forces maritimes de Méditerranée (novembre 1934), il est promu contre-amiral en février 1936 et commande en mars le secteur de défense de Cherbourg.
Major général à Cherbourg (juillet 1937), commandant de la 2e flottille de sous-marins dans l'Atlantique (août 1938) avec pavillon sur le ravitailleur Jules-Verne, il commande en juin 1939 la 5e escadre sur le Paris et le Duguay-Trouin puis en décembre les patrouilles de l'Océan à Brest où il administre la lutte contre les sous-marins et la protection des convois dans l'Atlantique.
Vice-amiral (juillet 1940), il commande la marine à Marseille et devient en août 1942 commandant en chef et préfet maritime à Alger. Promu vice-amiral d'escadre en octobre, il se trouve à Alger lors du débarquement allié du 8 novembre 1942 et s'occupe activement des tractations entre Français et Américains. Il prend sa retraite en août 1943.
Moreau laisse un témoignage capital sur les événements de novembre 1942 à Alger dans son ouvrage Les Derniers Jours de Darlan, qui sera publié en 1985.
En 1955, il préside l'Association des anciens élèves de l’École navale et meurt des suites d'un accident de la route à Loches le 5 mai 1962. Il est inhumé à Toulon.

## Récompenses et distinctions
- Chevalier, Officier, puis Commandeur de la Légion d'honneur.